# Andreas Ihle
Andreas Ihle (Bad Dürrenberg, 2 de junio de 1979) es un deportista alemán que compitió en piragüismo en la modalidad de aguas tranquilas.
Participó en cuatro Juegos Olímpicos, entre las ediciones de los años 2000 y 2012, obteniendo en total tres medallas: oro en Pekín 2008, plata en Atenas 2004 y bronce en Londres 2012. Ganó seis medallas en el Campeonato Mundial de Piragüismo entre los años 2001 y 2010, y siete medallas en el Campeonato Europeo de Piragüismo entre los años 2001 y 2012.

## Palmarés internacional
| Juegos Olímpicos   | Juegos Olímpicos             | Juegos Olímpicos  | Juegos Olímpicos |
| Año                | Lugar                        | Medalla           | Competición      |
| ------------------ | ---------------------------- | ----------------- | ---------------- |
| 2004               | Atenas (Grecia)              | Medalla de plata  | K4 1000 m        |
| 2008               | Pekín (China)                | Medalla de oro    | K2 1000 m        |
| 2012               | Londres (Reino Unido)        | Medalla de bronce | K2 1000 m        |
| Campeonato Mundial |                              |                   |                  |
| Año                | Lugar                        | Medalla           | Competición      |
| 2001               | Poznań (Polonia)             | Medalla de oro    | K4 1000 m        |
| 2002               | Sevilla (España)             | Medalla de plata  | K4 1000 m        |
| 2003               | Gainesville (Estados Unidos) | Medalla de bronce | K4 1000 m        |
| 2005               | Zagreb (Croacia)             | Medalla de plata  | K2 1000 m        |
| 2006               | Szeged (Hungría)             | Medalla de plata  | K2 1000 m        |
| 2010               | Poznań (Polonia)             | Medalla de oro    | K2 1000 m        |
| Campeonato Europeo |                              |                   |                  |
| Año                | Lugar                        | Medalla           | Competición      |
| 2001               | Milán (Italia)               | Medalla de plata  | K4 1000 m        |
| 2005               | Poznań (Polonia)             | Medalla de bronce | K2 1000 m        |
| 2006               | Račice (República Checa)     | Medalla de plata  | K2 1000 m        |
| 2007               | Pontevedra (España)          | Medalla de plata  | K2 1000 m        |
| 2010               | Corvera (España)             | Medalla de oro    | K2 1000 m        |
| 2011               | Belgrado (Serbia)            | Medalla de oro    | K2 1000 m        |
| 2012               | Zagreb (Croacia)             | Medalla de plata  | K2 1000 m        |